# Diego de Gardoqui

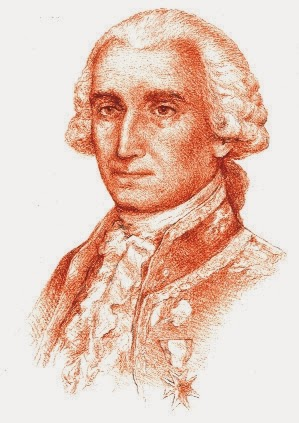
Diego de Gardoqui

Don Diego de Gardoqui (ur. 12 listopada 1735 w Bilbao na ulicy calle La Ribera esquina Santa María, zm. 1798 w Madrycie), hiszpański poseł w Stanach Zjednoczonych. 
Diego de Gardoqui, czwarte z ośmioro dzieci, był finansowym pośrednikiem między Królestwem Hiszpanii a amerykańskimi kolonistami zbuntowanymi przeciw Koronie Brytyjskiej. Odbiorcą jego pomocy był amerykański dyplomata John Jay, w latach 1779–1782 pierwszy minister-rezydent USA w Hiszpanii, który wielokrotnie spotykał się z Hiszpanem. Szefem firmy dostawczej był José de Gardoqui i jego trzej synowie, z których jednym był właśnie Diego. Razem dostarczono Amerykanom  215 działa - 30 000 muszkietów - 30 000 bagnetów - 512 314 kul do muszkietów - 300 000 funtów prochu - 12 868 granatów - 30 000 mundurów i 4 000 namiotów wojskowych. 
Po wojnie o niepodległość USA (pokój został podpisany w 1783) Gardoqui został hiszpańskim posłem w USA. Wiosną 1785 roku przybył do Nowego Jorku. Latem 1786, on i John Jay, pracowali nad traktatem handlowym hiszpańsko-amerykańskim, w zamian za który Hiszpanie zrezygnowaliby z praw do żeglugi po rzece Missisipi. Choć Jay poparł projekt, Kongres nigdy nie ratyfikował traktatu.
Gardoqui był posłem hiszpańskim w USA do swej śmierci w roku 1798.
W latach 1797–1798 ambasador w Turynie.